# Here (Alessia Cara)
"Here" is de debuutsingle van de Canadese zangeres Alessia Cara en tevens ook de leadsingle van haar EP Four Pink Walls en haar debuutalbum Know-It-All. De single kwam uit op 30 april 2015. Volgens Cara, gaat het nummer over mensen die stiekem feestjes haten. "Here" haalde in Australië, Canada, Nederland, Nieuw-Zeeland en Engeland een plek binnen de top 40.
Een officiële lyrics-video van de single verscheen op 7 mei 2015 op haar YouTube-kanaal. De officiële videoclip, geregisseerd door Aaron A, werd uitgebracht op 26 mei 2015.

## Hitnoteringen

### Nederlandse Top 40
| Hitnotering: 19-12-2015 t/m 06-02-2016 | Hitnotering: 19-12-2015 t/m 06-02-2016 | Hitnotering: 19-12-2015 t/m 06-02-2016 | Hitnotering: 19-12-2015 t/m 06-02-2016 | Hitnotering: 19-12-2015 t/m 06-02-2016 | Hitnotering: 19-12-2015 t/m 06-02-2016 | Hitnotering: 19-12-2015 t/m 06-02-2016 | Hitnotering: 19-12-2015 t/m 06-02-2016 | Hitnotering: 19-12-2015 t/m 06-02-2016 | Hitnotering: 19-12-2015 t/m 06-02-2016 |
| Week:                                  | 1                                      | 2                                      | 3                                      | 4                                      | 5                                      | 6                                      | 7                                      | 8                                      |                                        |
| -------------------------------------- | -------------------------------------- | -------------------------------------- | -------------------------------------- | -------------------------------------- | -------------------------------------- | -------------------------------------- | -------------------------------------- | -------------------------------------- | -------------------------------------- |
| Positie:                               | 34                                     | 32                                     | 30                                     | 28                                     | 28                                     | 29                                     | 36                                     | 38                                     | uit                                    |

### NederlandseSingle Top 100
| Hitnotering (Week 1 t/m 18): 07-11-2015 t/m 27-02-2016 Hitnotering (Week 19): 19-03-2016 | Hitnotering (Week 1 t/m 18): 07-11-2015 t/m 27-02-2016 Hitnotering (Week 19): 19-03-2016 | Hitnotering (Week 1 t/m 18): 07-11-2015 t/m 27-02-2016 Hitnotering (Week 19): 19-03-2016 | Hitnotering (Week 1 t/m 18): 07-11-2015 t/m 27-02-2016 Hitnotering (Week 19): 19-03-2016 | Hitnotering (Week 1 t/m 18): 07-11-2015 t/m 27-02-2016 Hitnotering (Week 19): 19-03-2016 | Hitnotering (Week 1 t/m 18): 07-11-2015 t/m 27-02-2016 Hitnotering (Week 19): 19-03-2016 | Hitnotering (Week 1 t/m 18): 07-11-2015 t/m 27-02-2016 Hitnotering (Week 19): 19-03-2016 | Hitnotering (Week 1 t/m 18): 07-11-2015 t/m 27-02-2016 Hitnotering (Week 19): 19-03-2016 | Hitnotering (Week 1 t/m 18): 07-11-2015 t/m 27-02-2016 Hitnotering (Week 19): 19-03-2016 | Hitnotering (Week 1 t/m 18): 07-11-2015 t/m 27-02-2016 Hitnotering (Week 19): 19-03-2016 | Hitnotering (Week 1 t/m 18): 07-11-2015 t/m 27-02-2016 Hitnotering (Week 19): 19-03-2016 | Hitnotering (Week 1 t/m 18): 07-11-2015 t/m 27-02-2016 Hitnotering (Week 19): 19-03-2016 | Hitnotering (Week 1 t/m 18): 07-11-2015 t/m 27-02-2016 Hitnotering (Week 19): 19-03-2016 | Hitnotering (Week 1 t/m 18): 07-11-2015 t/m 27-02-2016 Hitnotering (Week 19): 19-03-2016 | Hitnotering (Week 1 t/m 18): 07-11-2015 t/m 27-02-2016 Hitnotering (Week 19): 19-03-2016 | Hitnotering (Week 1 t/m 18): 07-11-2015 t/m 27-02-2016 Hitnotering (Week 19): 19-03-2016 | Hitnotering (Week 1 t/m 18): 07-11-2015 t/m 27-02-2016 Hitnotering (Week 19): 19-03-2016 | Hitnotering (Week 1 t/m 18): 07-11-2015 t/m 27-02-2016 Hitnotering (Week 19): 19-03-2016 | Hitnotering (Week 1 t/m 18): 07-11-2015 t/m 27-02-2016 Hitnotering (Week 19): 19-03-2016 | Hitnotering (Week 1 t/m 18): 07-11-2015 t/m 27-02-2016 Hitnotering (Week 19): 19-03-2016 | Hitnotering (Week 1 t/m 18): 07-11-2015 t/m 27-02-2016 Hitnotering (Week 19): 19-03-2016 | Hitnotering (Week 1 t/m 18): 07-11-2015 t/m 27-02-2016 Hitnotering (Week 19): 19-03-2016 |
| Week:                                                                                    | 1                                                                                        | 2                                                                                        | 3                                                                                        | 4                                                                                        | 5                                                                                        | 6                                                                                        | 7                                                                                        | 8                                                                                        | 9                                                                                        | 10                                                                                       | 11                                                                                       | 12                                                                                       | 13                                                                                       | 14                                                                                       | 15                                                                                       | 16                                                                                       | 17                                                                                       | 18                                                                                       |                                                                                          | 19                                                                                       |                                                                                          |
| ---------------------------------------------------------------------------------------- | ---------------------------------------------------------------------------------------- | ---------------------------------------------------------------------------------------- | ---------------------------------------------------------------------------------------- | ---------------------------------------------------------------------------------------- | ---------------------------------------------------------------------------------------- | ---------------------------------------------------------------------------------------- | ---------------------------------------------------------------------------------------- | ---------------------------------------------------------------------------------------- | ---------------------------------------------------------------------------------------- | ---------------------------------------------------------------------------------------- | ---------------------------------------------------------------------------------------- | ---------------------------------------------------------------------------------------- | ---------------------------------------------------------------------------------------- | ---------------------------------------------------------------------------------------- | ---------------------------------------------------------------------------------------- | ---------------------------------------------------------------------------------------- | ---------------------------------------------------------------------------------------- | ---------------------------------------------------------------------------------------- | ---------------------------------------------------------------------------------------- | ---------------------------------------------------------------------------------------- | ---------------------------------------------------------------------------------------- |
| Positie:                                                                                 | 79                                                                                       | 90                                                                                       | 95                                                                                       | 80                                                                                       | 64                                                                                       | 48                                                                                       | 45                                                                                       | 46                                                                                       | 41                                                                                       | 26                                                                                       | 28                                                                                       | 27                                                                                       | 29                                                                                       | 35                                                                                       | 36                                                                                       | 64                                                                                       | 73                                                                                       | 94                                                                                       | uit                                                                                      | 100                                                                                      | uit                                                                                      |

### 3FM Mega Top 50
| Hitnotering (Week 1 t/m 4): 12-12-2015 t/m 02-01-2016 Hitnotering (Week 5 t/m 6): 30-01-2016 t/m 06-02-2016 | Hitnotering (Week 1 t/m 4): 12-12-2015 t/m 02-01-2016 Hitnotering (Week 5 t/m 6): 30-01-2016 t/m 06-02-2016 | Hitnotering (Week 1 t/m 4): 12-12-2015 t/m 02-01-2016 Hitnotering (Week 5 t/m 6): 30-01-2016 t/m 06-02-2016 | Hitnotering (Week 1 t/m 4): 12-12-2015 t/m 02-01-2016 Hitnotering (Week 5 t/m 6): 30-01-2016 t/m 06-02-2016 | Hitnotering (Week 1 t/m 4): 12-12-2015 t/m 02-01-2016 Hitnotering (Week 5 t/m 6): 30-01-2016 t/m 06-02-2016 | Hitnotering (Week 1 t/m 4): 12-12-2015 t/m 02-01-2016 Hitnotering (Week 5 t/m 6): 30-01-2016 t/m 06-02-2016 | Hitnotering (Week 1 t/m 4): 12-12-2015 t/m 02-01-2016 Hitnotering (Week 5 t/m 6): 30-01-2016 t/m 06-02-2016 | Hitnotering (Week 1 t/m 4): 12-12-2015 t/m 02-01-2016 Hitnotering (Week 5 t/m 6): 30-01-2016 t/m 06-02-2016 | Hitnotering (Week 1 t/m 4): 12-12-2015 t/m 02-01-2016 Hitnotering (Week 5 t/m 6): 30-01-2016 t/m 06-02-2016 |
| Week: | 1 | 2 | 3 | 4 | | 5 | 6 | |
| --- | --- | --- | --- | --- | --- | --- | --- | --- |
| Positie: | 35 | 20 | 31 | 30 | uit | 48 | 46 | uit |